# Evelina Finndell
Evelina Finndell, född 20 juni 1998, är en svensk tidigare fotbollsspelare som under sin karriär spelat för AIK och Djurgårdens IF.

## Karriär
Finndell började spela i moderklubben IK Franke 2005. 2011 bytte Finndell klubb till Gideonsbergs IF där hon spelade fram till 2013. Samma år värvades hon till AIK:s ungdomslag och spelade i ungdomslagen fram till 2014 då hon värvades upp till A-laget. Debutmatchen i AIK skedde i en match i Svenska cupen mot Fanna BK. Finndell spelade i AIK fram till 2017 och bytte 2018 klubb till Djurgårdens IF. Men redan till sommaren 2019 var Finndell tillbaka i AIK och blev direkt ordinarie som mittback under resten av lagets säsong i Elitettan. Säsongen 2020 vinner AIKs damer Elitettan och Finndell spelar 26 av 29 tävlingsmatcher under säsongen. Den 26 augusti 2020 spelade Evelina Finndell sin 100:e tävlingsmatch för AIK. Inför säsongen 2022 har Finndell spelat totalt 126 tävlingsmatcher för klubben. 
Efter den turbulenta våren i AIKs damlag 2022 valde Finndell att bryta sitt kontrakt med AIK och avsluta fotbollskarriären.

## Familj
Evelina är storasyster till fotbollsspelaren Hampus Finndell.